# السليمان
السليمان قرية سعودية، تتبع مركز رضوان التابعة لمحافظة الطائف في منطقة مكة المكرمة. تقع في شمال الطائف، وتبعد عنها قرابة 138 كم.

## وصف القرية
تبعد القرية عن المركز حوالي 28 كم بإتجاه الجنوب، نوع الطريق وعر. أقرب مدينة أو قرية بها مركز وخدمات صحية هو مركز رضوان الذي يبعد عن القرية 28 كم. خدمات التعليم: مدرسة زيد بن خطاب الابتدائية بنين، ومدرسة هجره سليمان الابتدائية بنات.